# Rosalía
För andra betydelser, se Rosalia (olika betydelser).
Rosalia Vila Tobella, känd som Rosalía (stiliserat ROSALÍA i marknadsföringssammanhang), född 25 september 1992 i Barcelona, Spanien, är en spansk flamenco-, R&B- och popsångerska.
Hon är bland annat känd för sin flamencoinspirerade musik. Rosalía har fått allt större internationell uppmärksamhet i och med artistsamarbeten med bland andra The Weeknd, J Balvin och Daddy Yankee. Rosalía har även fått en grammisnominering för bästa nya artist 2020, samma år som hon vann en Grammis för sitt album El Mal Querer och har även vunnit 8 Latin Grammy Awards. 2019 vann hon även MTV EMA för årets samarbete med låten Con Altura

## Stil och influenser
Rosalías stil kan beskriva som en mix mellan flamenco och modern pop och latin R&B. Många av hennes låtar har inslag från flamencon som inspirerat mycket av det hon gjort precis som en av hennes stora förebilder Camarón de la Isla.
Denna influens påverkar även den tekniska ljudupptagningen under live-spelningar där element som klappar, vilka är viktiga inom flamenco, tas upp av separata mikrofoner för att framhäva flamencokomponenten i hennes musik. 